# Altopiano del Mar Bianco e del Kuloj
L'altopiano del mar Bianco e del Kuloj (in russo Беломорско-Кулойское плато?) è una regione di rilievi collinari della Russia europea settentrionale (oblast' di Arcangelo).
Sorge all'estremità settentrionale della grande pianura della Russia europea, un centinaio di chilometri a nordest della città di Arcangelo e a breve distanza dalla costa del mar Bianco, compreso tra i corsi dei fiumi Kuloj e Pinega.
Dal punto di vista idrografico, l'altopiano tributa prevalentemente al fiume Kuloj, tramite vari suoi affluenti tra i quali il più rilevante è la Sojana; tra i fiumi che tributano direttamente al mar Bianco, i maggiori sono Zolotica, Megra e Kojda.